# Magyarandrásfalva
Magyarandrásfalva (románul Andreeni) falu Romániában Hargita megyében. Közigazgatásilag Szentábrahámhoz tartozik.
A tévesen Románandrásfalvának (Sacel) nevezett Székelyandrásfalvától való megkülönböztetésért Magyarandrásfalvának nevezték el.
Nevének írott alakja a Székely Oklevéltárban közölt okmányokban Andrasfalva (1567), Andrasfalua (1591).

## Fekvése

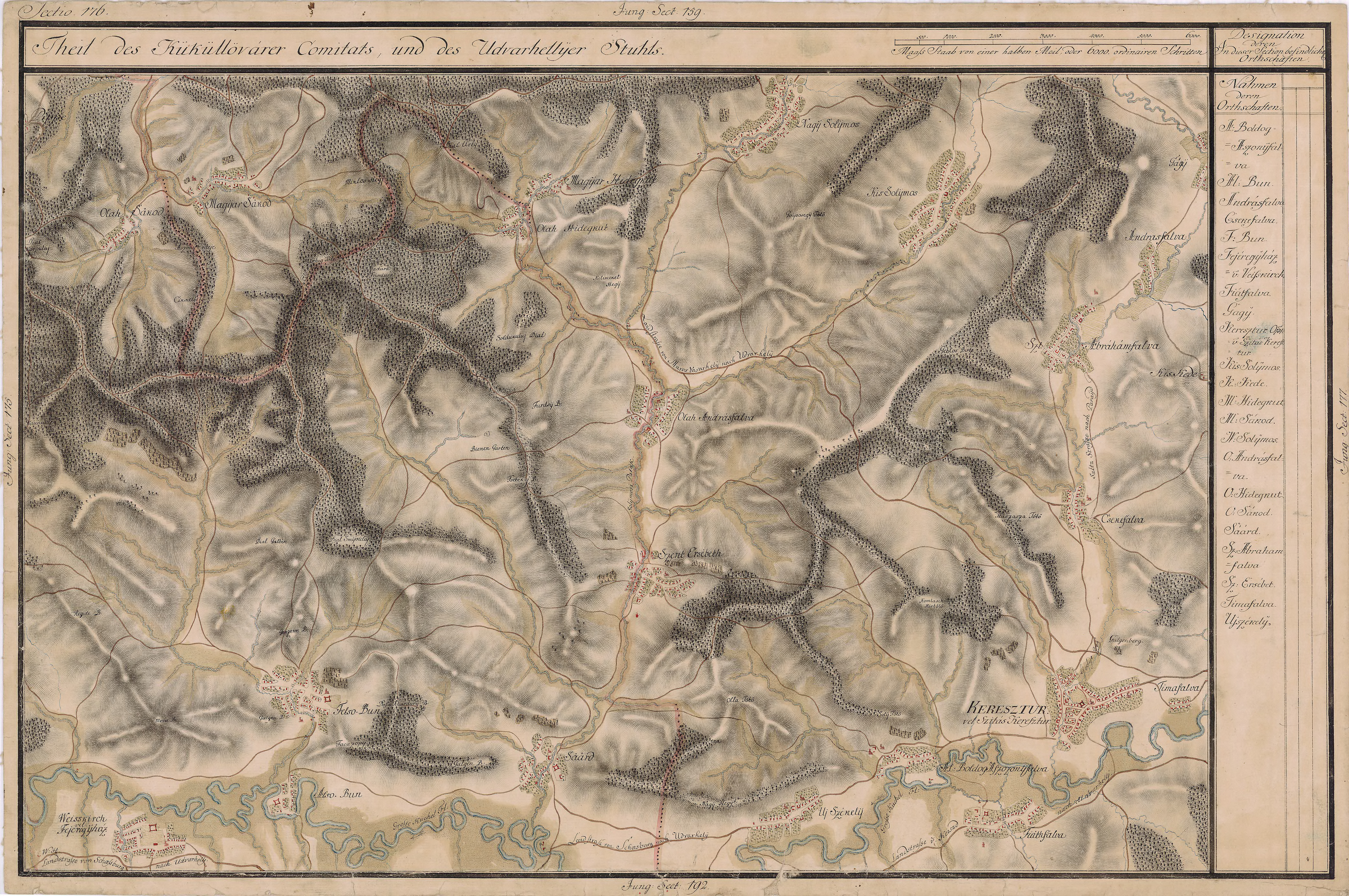

Székelykeresztúrtól 8 km-re északra, a Gagy-patak völgyében fekszik. A falut ketté szeli a Gagy-pataka ami székelykeresztúrnál a Nagy Küküllőbe folyik. Tengerszint feletti magassága 430-450 méter.

## Története
A falu történetének nyomait a székelykeresztúri múzeum volt munkatársai az 1980-as évek elején kutatták. A falu neve 1409-ben Andreasfalv alakjában bukkant fel, majd 1510-ben már Andrásfalva alakjában olvasható az okiratokban. 1567-ben a regestrum 1 kapuval jegyezte a települést. Andrásfalva lakossága 1992-ben 150 fő volt. A falu déli részén, az országút melletti szántáson szórványosan késő középkori cserepeket, 14-15. századi fazékperemeket, máztalan csempetöredékeket találtak. Ez a lelőhely valószínűleg megegyezik a középkori Andrásfalva egy részével. A Fülöp-kert területen (a hajdani Pálffy birtok egy része), a Mogyorós-patak jobb oldalán találtak apró szemcsés, kora népvándorlás kori edényeket, amelyeket jelenleg a Magyar Nemzeti Múzeumban lehet megtekinteni.
Középkori templomról nincs adat.
Milleker Rezső egy régi fatemplomot említ itt Andrásfalván. Magyarandrásfalván a település unitárius és református híveinek közös hajléka, a falu első temploma, 1995 és 1999 között épült. 1996. szeptember 1-jén a torony felépítése után a templomot felajánlották a magyar honfoglalás 1100 éves emlékének tiszteletére.
1867–1868-ban Orbán Balázs szerint Magyarandrásfalva már 155 lélekkel van nyilvántartva. 1900-ban tartott népszámláláskor a 43 házban felvett 197 fővel a falu a történelme folyamán a legnagyobb lélekszámot érte el.

### Híres emberek
- Fazekas János - miniszter
- Dr. Molnos Angéla - A magyar nyelv őrzője. Felmenői éltek Magyarandrásfalván, és itt temették el.
- Fodor Béla (Ph.D), egyetemi tanár, karmester és népzenekutató, az udvarhelyszéki Táncházmozgalom kezdeményező létrehozója, valamint a jelenlegi több mint 100 tagú Udvarhelyszéki Napkorona Népzenekör létrehozója és szakmai irányítója, a falu, eredetileg András-faluja alapítójának (nemes) Pálffi Andrásnak a mai élő leszármazottja, aki abban az ôsi Udvarházban/Kúriában él, mellyel a települést a regestrum 1567-ben 1 kapuval bejegyezte.[forrás?]
- Csikmadéfalvi Zöld Ádám (1842–1910), aki több elismerő díjazásban részesült volt a mezőgazdasági termény-, és állat-kiállításokon.[forrás?]